# أندي ارين
أندي ارين (بالإنجليزية: Andy Warren)‏ هو عازف قيثارة بريطاني، ولد في 1958.

## وصلات خارجية
- أندي ارين على موقع ميوزك برينز (الإنجليزية)
- أندي ارين على موقع أول ميوزيك (الإنجليزية)
- أندي ارين على موقع ديسكوغز (الإنجليزية)